# Gertrud Ehrle
Gertrud Ehrle (* 29. April 1897 in Ravensburg; † 11. Juni 1985 in Bonn) war eine deutsche Psychologin und Ehrenpräsidentin des Katholischen Deutschen Frauenbunds (KDFB).

## Leben
Ehrles Vater Wilhelm Ehrle (1849–1936) war Bankier/Kommerzienrat in Ravensburg. Ihr Onkel war der Jesuitenkardinal Franz Ehrle. Sie studierte Psychologie und Soziale Arbeit. Mit der Dissertation Aus dem Wertleben des Kleinkindes. Beobachtungen und Experimente wurde sie 1929 in Köln promoviert.
Neben ihrer Position im Katholischen Deutschen Frauenbund war sie Mitgründerin des Deutschen Müttergenesungswerkes und in der Katholischen Arbeitsgemeinschaft für Entwicklungshilfe tätig. Dazu war sie noch Gründerin und Ehrenmitglied des Vorstandes im Deutschen Frauenrat sowie Vorstandsmitglied der Weltunion katholischer Frauenorganisationen (UMOFC). Ebenso gehörte Ehrle zum Vorstand der Weltunion Katholischer Frauenverbände (WUCWO).
Berufen wurde sie als Laienauditorin zum Zweiten Vatikanischen Konzil.
Aufgrund einer schweren Krankheit starb Gertrud Ehrle am 11. Juni 1985 in Bonn.

## Katholischer Deutscher Frauenbund
Ehrle war von 1952 bis 1970 im Präsidium, dem Bundesvorstand des KDFB, tätig. Von 1970 bis 1979 übernahm sie dessen Leitung und ab 1979 die Position der Ehrenpräsidentin.

## Auszeichnungen
Für ihre großen Mühen wurde ihr 1965 der Orden Pro Ecclesia et Pontifice und das Große Bundesverdienstkreuz verliehen. In ihrem Geburtsort Ravensburg trägt der Gertrud-Ehrle-Weg ihren Namen.

## Veröffentlichungen (Auswahl)
- Aus dem Wertleben des Kleinkindes. Beobachtungen und Experimente. Regensbergsche Buchhandlung, Münster 1929.
- Mit den Kindern durch die Weihnachtszeit. Herder, Freiburg i. Br. 1939.
- Leben spricht zu Leben. Wirklichkeitsbilder aus dem Alltag der Frau. Herder, Freiburg i. Br. 1939.
- Tapfer im Alltag. Herder, Freiburg i. Br. 1941.
- Licht über dem Abgrund. Aufzeichnungen und Erlebnisse christlicher Frauen 1933–1945. Herder, Freiburg i. Br. 1951.